# Sharps Rifle Manufacturing Company

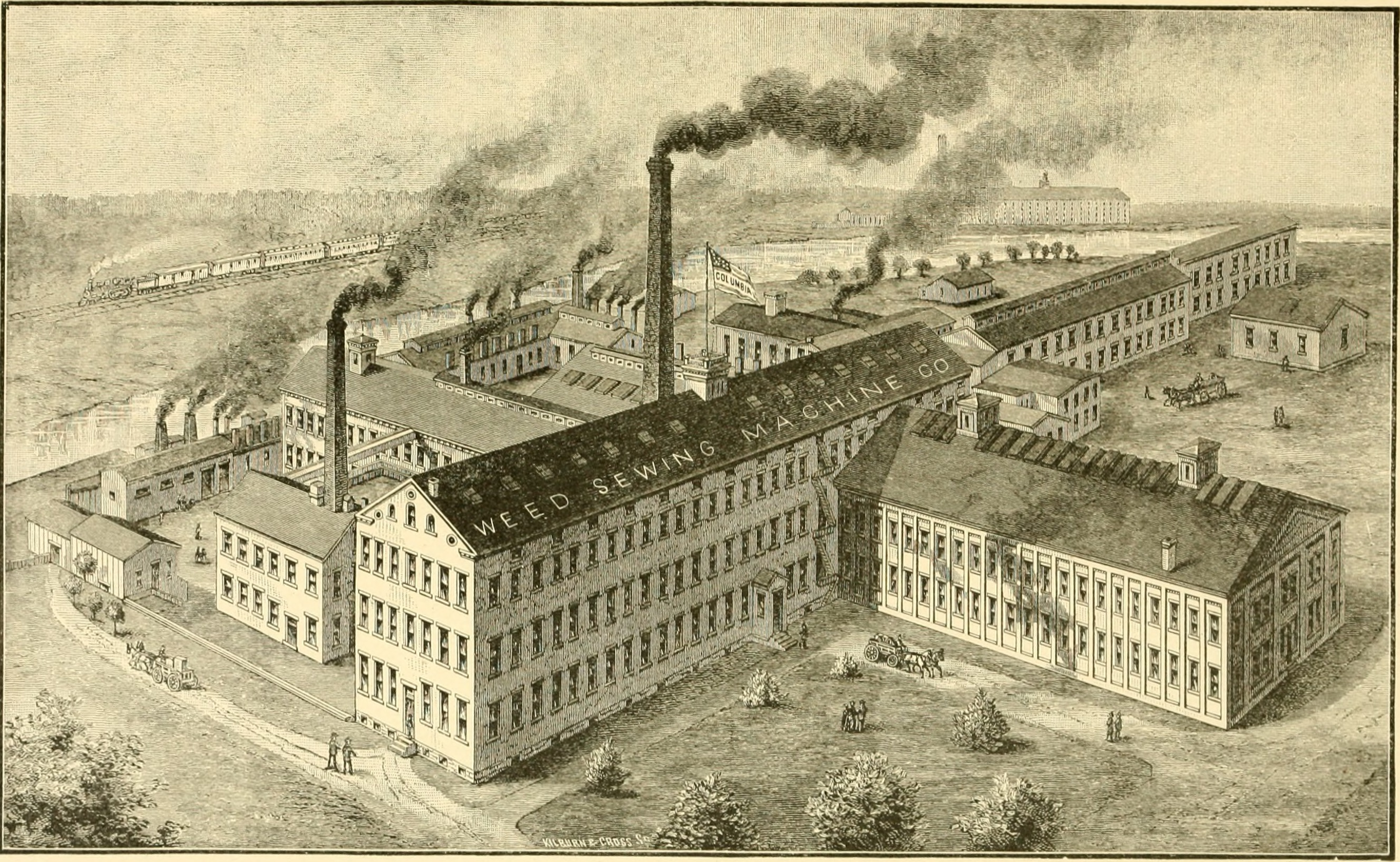
Edifício da empresa de máquinas de costura Hartford que abrigava a Sharps Rifle Co.

A Sharps Rifle Manufacturing Company foi uma empresa Norte americana, que fabricou o Rifle Sharps. A empresa foi organizada por Samuel Robbins e Richard S. Lawrence como uma holding em Hartford, Connecticut, em 9 de outubro de 1851, com US $ 100.000 de capital. Apesar de Christian Sharps ter deixado a empresa em 1853, ela continuou usando seu nome, a Sharps Rifle Manufacturing Company continuou produzindo mais de 100.000 rifles, mas encerrou as atividades em 1881 com a propagação dos rifles de repetição.

## Produção
A Sharps Rifle Manufacturing Company produziu mais de 100.000 armas de fogo durante a Guerra Civil dos EUA para o Exército da União, mas a empresa foi atormentada por ações judiciais e acabou sucumbindo a um mercado em constante mudança, à medida que os rifles de repetição se tornaram mais populares entre os atiradores.
| Período      | Modelo Sharps | Tipo                   | Calibre        |
| ------------ | ------------- | ---------------------- | -------------- |
| 1849 to 1850 | Model 1849    | Rifle                  | 0.44           |
| 1850 to 1850 | Model 1850    | Rifle                  | 0.44           |
| 1852 to 1855 | Model 1851    | Carabina               | .36, .44, .52  |
| 1853 to 1855 | Model 1852    | Rifle                  | 0.52           |
| 1853 to 1855 | Model 1852    | Carabina               | 0.52           |
| 1853 to 1855 | Model 1852    | Escopeta               | Vários         |
| 1854 to 1857 | Model 1853    | Carabina               | Vários         |
| 1856 to 1857 | Model 1855    |                        | 0.52           |
| 1856 to 1857 | Model 1855    | Rifle para a U.S. Navy | 0.52           |
| 1855 to 1857 | Model 1855    | Carabina britânica     | 0.52           |
| 1859 to 1866 | Model 1859    | Carabina               | 0.52           |
| 1859 to 1866 | Model 1863    | Carabina               | 0.52           |
| 1859 to 1866 | Model 1865    | Carabina               | 0.52           |
| 1859 to 1866 | Model 1859    | Rifle                  | 0.52           |
| 1869 to 1871 | Model 1869    | Carabina               | 0.52           |
| 1869 to 1871 | Model 1869    | Rifle militar          | 0.50-70        |
| 1869 to 1871 | Model 1869    | Rifle esportivo        | .44-77, .50-70 |
| 1871 to 1881 | Model 1874    |                        | Vários         |
| 1877 to 1878 | Model 1877    |                        | 0.45           |
| 1878 to 1881 | Model 1878    |                        | Vários         |